# Otogopterus
Otogopterus (que significa "ala de Otog") es un género de pterosaurio de la familia Ctenochasmatidae, conocido de rocas del Cretácico Inferior en la región de Ordos en Mongolia Interior, China (Formación Luohandong). Contiene una especie, O. haoae, nombrada en 2020 por Ji Shu'an y Zhang Lifu. El nombre genérico Otogopterus hace referencia a la localidad de Otog Banner, donde fue descubierto, mientras que el nombre específico haoae honra al paleontólogo Hao Yinchun. O. haoae se conoce por una mandíbula inferior parcial (la sínfisis mandibular), que es larga y recta, y tiene una cresta a cada lado que divide la superficie exterior de la mandíbula. Después de Ordosipterus, Otogopterus es el segundo pterosaurio conocido de la región de Ordos.